# Batrachoseps wrighti
Espèce
Synonymes
- Plethopsis wrighti Bishop, 1937
- Batrachoseps wrightorum (Bishop, 1937)

Statut de conservation UICN

 VU B1ab(iii) : Vulnérable
Batrachoseps wrighti est une espèce d'urodèles de la famille des Plethodontidae.

## Répartition
Cette espèce est endémique du Nord-Ouest de l'Oregon aux États-Unis. Elle se rencontre dans les comtés de Clackamas, de Lane, de Linn, de Marion et de Multnomah. Elle est présente entre six cents et mille trois cents mètres d'altitude sur les pentes ouest de la chaîne des Cascades, voire à partir de quinze mètres notamment dans les gorges du Columbia.

## Description
Batrachoseps wrighti mesure de 85 à 120 mm. Les mâles sont matures à 33 mm, les femelles à 35 mm. Elles sont en moyenne 12 % plus grandes que les mâles.

## Étymologie
Cette espèce est nommée en l'honneur d'Albert Hazen Wright et de Margaret R. Wright.

## Publication originale
- Bishop, 1937 : A remarkable new salamander from Oregon. Herpetologica, vol. 1, p. 93-95.